# Torneo de Zaragoza
El Torneo de Zaragoza o también llamado ATP Zaragoza fue un torneo profesional de tenis masculino jugado en Zaragoza, España. El torneo formó parte del ATP Tour en 1993 y 1994 y se jugó bajo techo en una pista de moqueta.

## Palmarés

### Individual
| Año  | Campeón        | Finalista      | Marcador      |
| ---- | -------------- | -------------- | ------------- |
| 1993 | Karel Nováček  | Jonas Svensson | 3–6, 6–2, 6–1 |
| 1994 | Magnus Larsson | Lars Rehmann   | 6–4, 6–4      |

### Dobles
| Año  | Campeón                   | Finalista                 | Marcador      |
| ---- | ------------------------- | ------------------------- | ------------- |
| 1993 | Martin Damm Karel Nováček | Mike Bauer David Rikl     | 2–6, 6–4, 7–5 |
| 1994 | Henrik Holm Anders Järryd | Martin Damm Karel Nováček | 7–5, 6–2      |

- Datos: Q299712